# Cristiana Rizzelli
Cristiana Rizzelli (Lecce, 24 gennaio 1996) è una taekwondoka italiana.

## Palmarès

### Campionato mondiale militare di taekwondo
- Bronzo al Campionato mondiale militare di taekwondo 2018

### Europei giovanili di taekwondo
- Oro ai Campionato europeo Junior di taekwondo 2013
- Oro ai Campionato europeo cat. olimpiche Junior di taekwondo 2013
- Bronzo ai Campionato europeo U21 di taekwondo 2013
- Bronzo ai Campionato europeo U21 di taekwondo 2015

### Italiani di taekwondo
- Oro ai Campionato italiano assoluto di taekwondo 2013
- Oro ai Campionato italiano assoluto di taekwondo 2014
- Oro ai Campionato italiano assoluto di taekwondo 2016
- Oro ai Campionati italiani cat. olimpiche di taekwondo 2016
- Oro ai Campionato italiano assoluto di taekwondo 2018
- Bronzo ai Campionato italiano assoluto di taekwondo 2017

### Italiani giovanili di taekwondo
- Oro ai Campionato italiano cadetti di taekwondo 2009
- Oro ai Campionato italiano cadetti di taekwondo 2010
- Oro ai Campionato italiano juniores di taekwondo 2010
- Oro ai Campionato italiano juniores di taekwondo 2011
- Oro ai Campionato italiano juniores di taekwondo 2012
- Oro ai Campionato italiano juniores di taekwondo 2013